# Mihail Stabiloplan

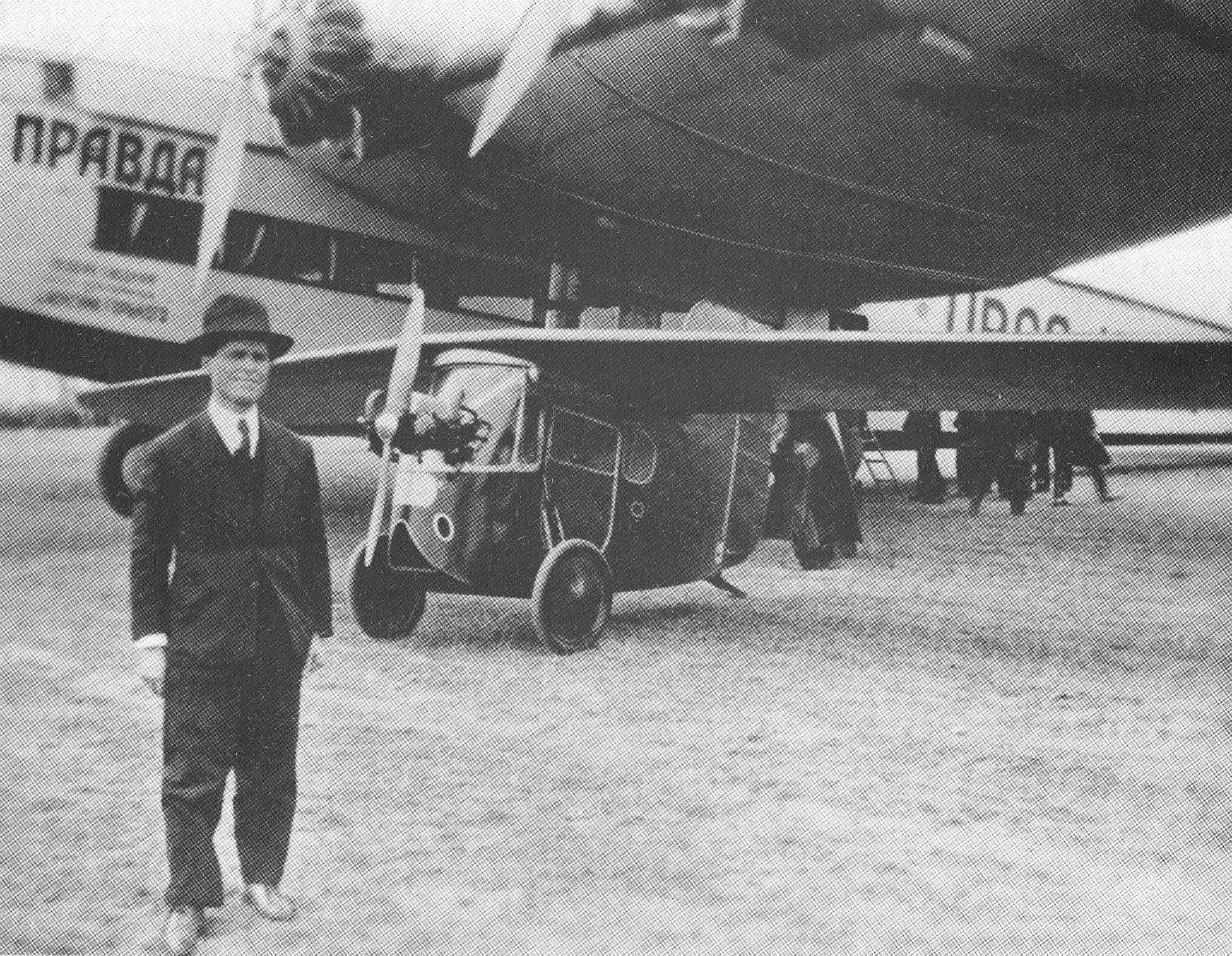
Stabiloplan IV mit Erfinder Filip Mihail auf dem Băneasa Flugplatz und Tupolev ANT-14 Pravda im Hintergrund, 1935.

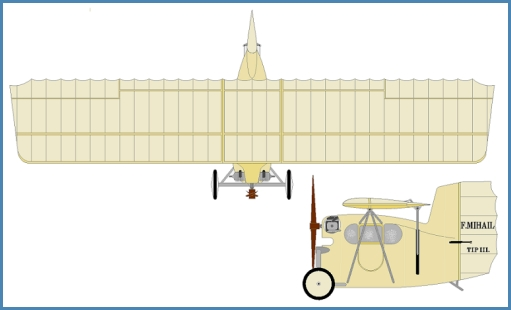
Mihail Stabiloplan III

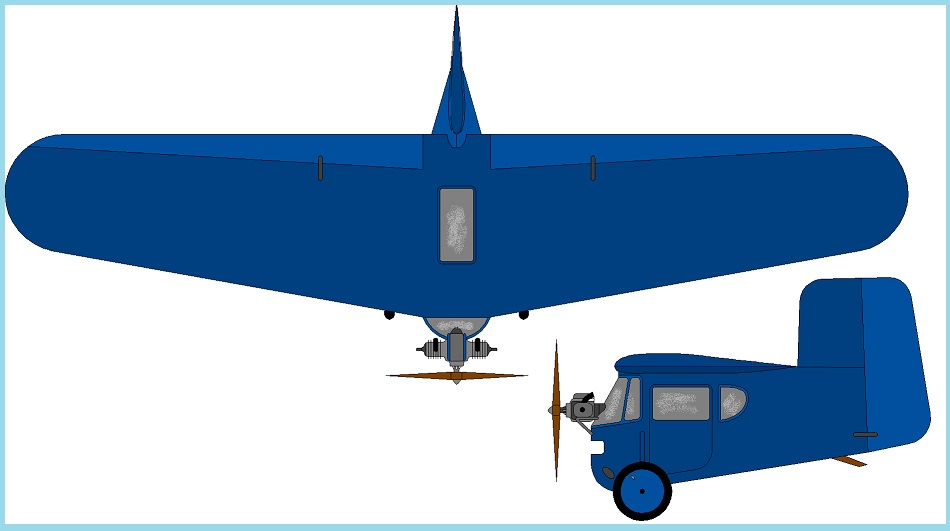
Mihail Stabiloplan IV

Die 1927 entstandene Konstruktion Stabiloplan III  des rumänischen Erfinders Filip Mihail (1896–1962) hatte eine Spannweite von 9 m und war mit einem sog. autostabilen Profil ausgerüstet.
Die Steuerung erfolgte über einen gegenüber der Rumpfachse verstellbaren Flügel mit Querrudern und ein großes gedämpftes Seitenruder. Somit entsprach die Steuerung um die Querachse etwa derjenigen heutiger Trikes.
Der kleine Zweizylinder-Boxermotor war halbverdeckt vor dem Piloten eingebaut, der dadurch keine Sicht direkt nach vorn hatte. Zur leichteren Unterbringung in einer Garage konnten die Tragflächen nach hinten geklappt werden. Die Achse des Fahrwerkes war fast in der Drehebene der Luftschraube angebracht, um diese zu schützen und Überschläge zu verhindern. Vermutlich konnte das ganze Gerät zum Straßentransport auch mit einer Deichsel rückwärts an ein Auto angehängt werden. Über die Flugleistungen des Stabiloplan III ist nicht viel bekannt, allerdings dürfte er etwas untermotorisiert gewesen sein.
Die nächste Konstruktion Stabiloplan IV hatte ebenfalls eine Spannweite von 9 m und war mit einem autostabilen Profil ausgerüstet. Gegenüber dem Vorgängermodell von 1927 stellte sie eine erhebliche Verbesserung dar. Der Zweizylinder-Boxermotor ABC Scorpion mit 40 PS war allerdings weiterhin unverkleidet vor der Windschutzscheibe aufgehängt. Die Steuerung erfolgte nun über durchgehende Elevons und ein großes gedämpftes Seitenruder. Zudem war die Tragfläche zu Trimmungszwecken in Längsrichtung verschiebbar.
Bei einem Vorführungsflug überquerte der Pilot Lucien Levi 1935 erstmals die Karpaten von Bukarest nach Brașov und zurück. Die Reisegeschwindigkeit betrug dabei ca. 180 km/h in 3000 m Höhe, was für ein Leichtflugzeug der damaligen Zeit sehr beachtlich ist.